# Pinus pungens
Pinus pungens är en tallväxtart som beskrevs av Aylmer Bourke Lambert. Pinus pungens ingår i släktet tallar, och familjen tallväxter. IUCN kategoriserar arten globalt som livskraftig. Inga underarter finns listade i Catalogue of Life.

## Bildgalleri

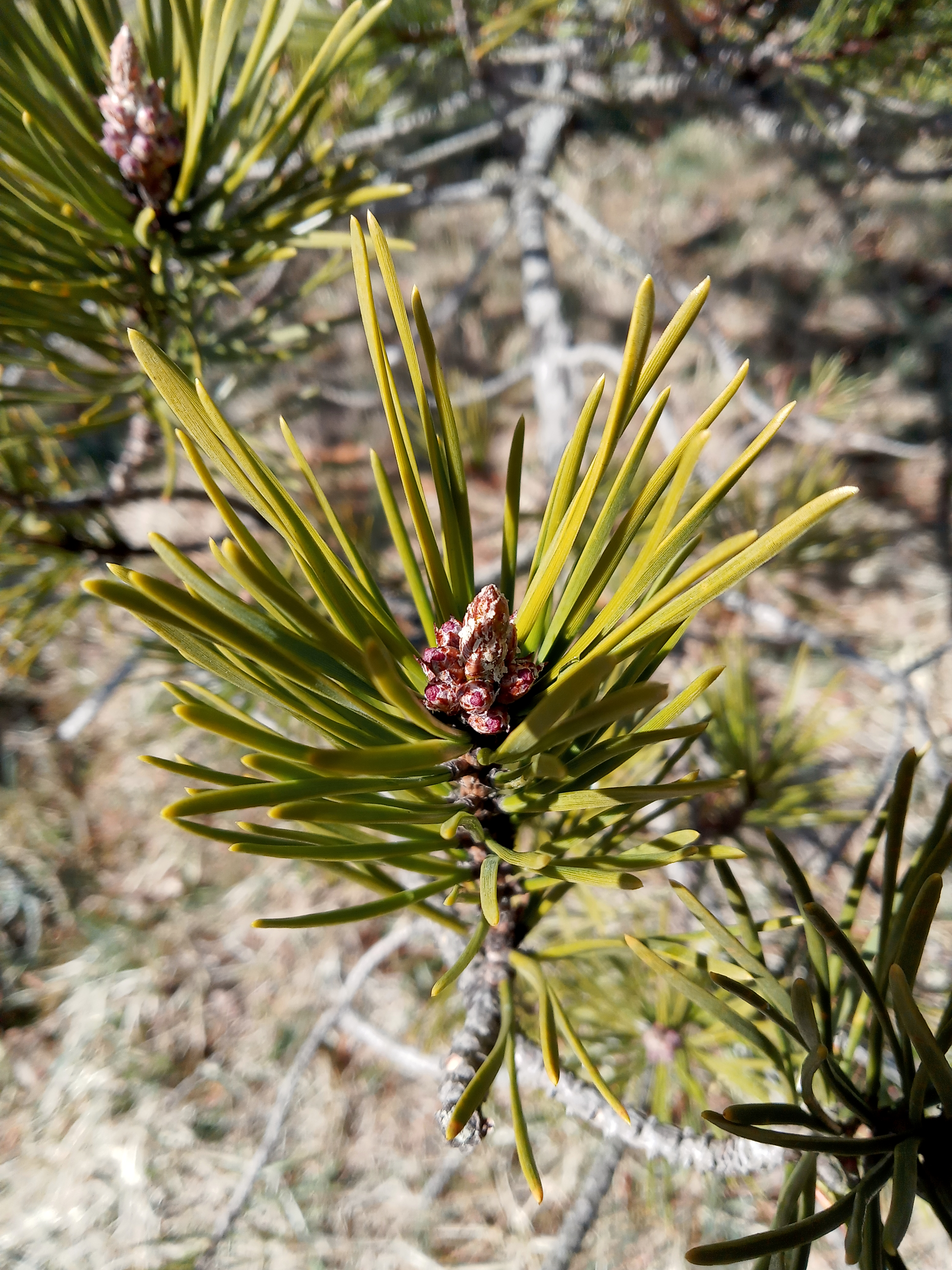
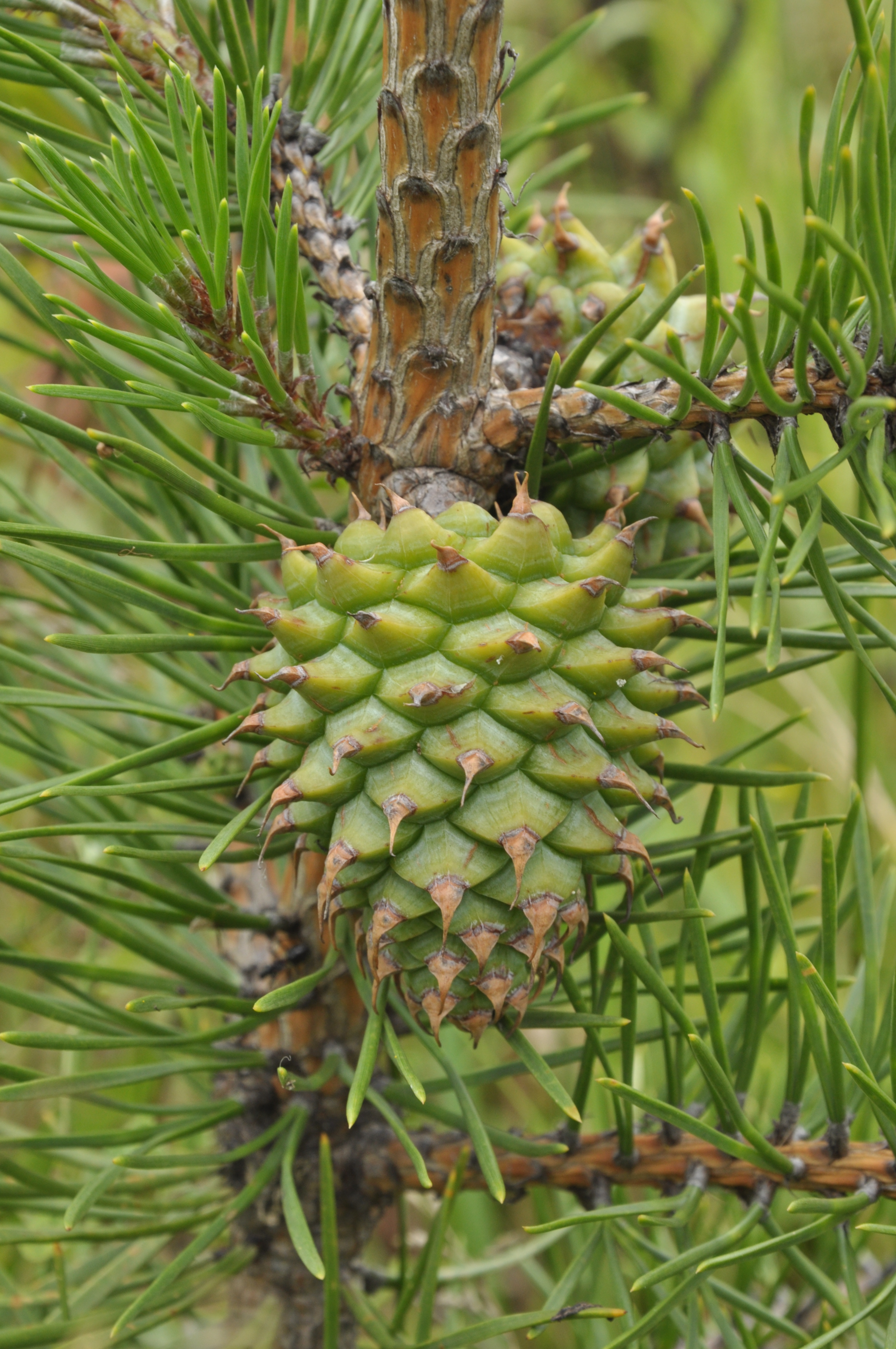
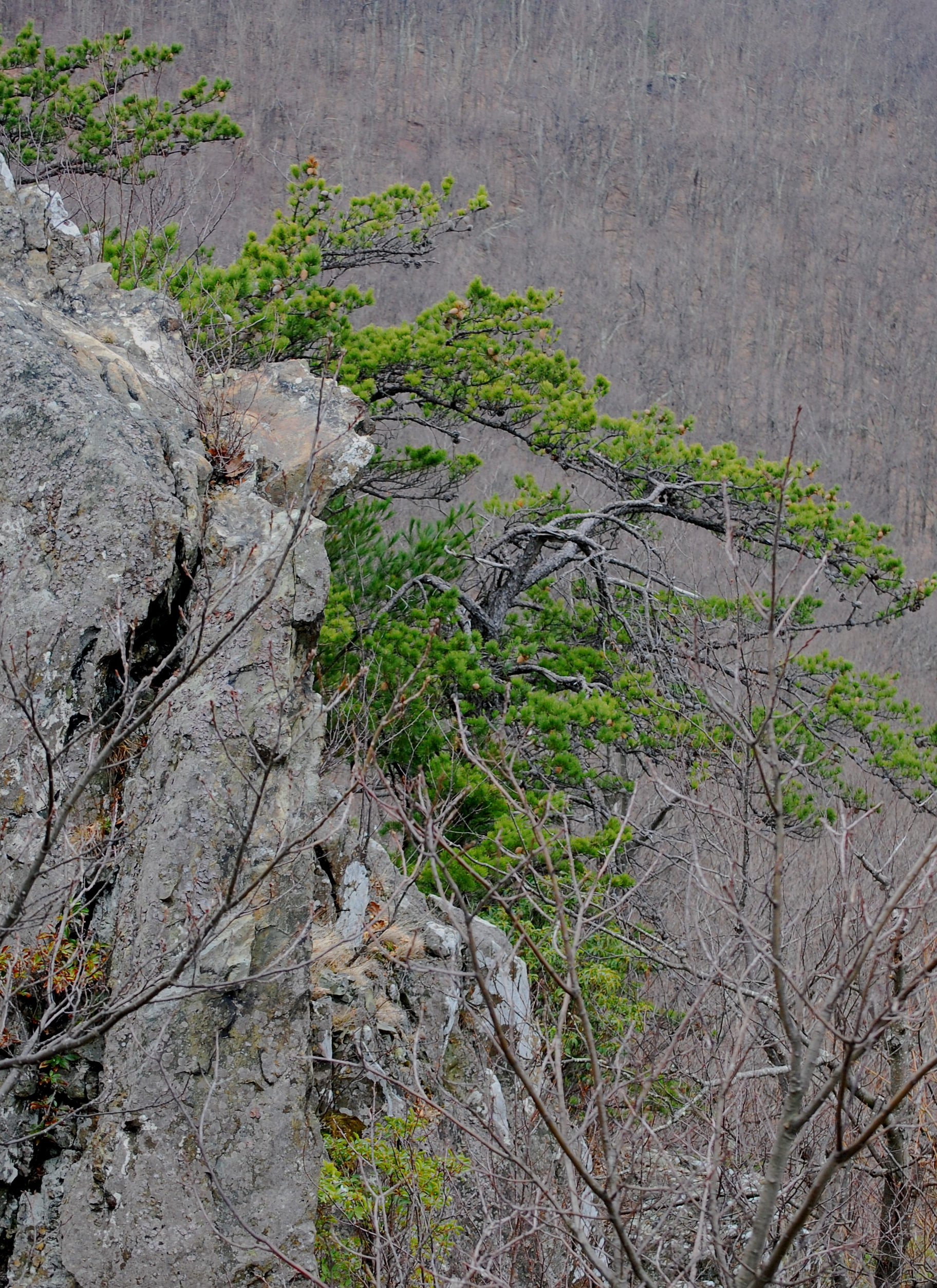
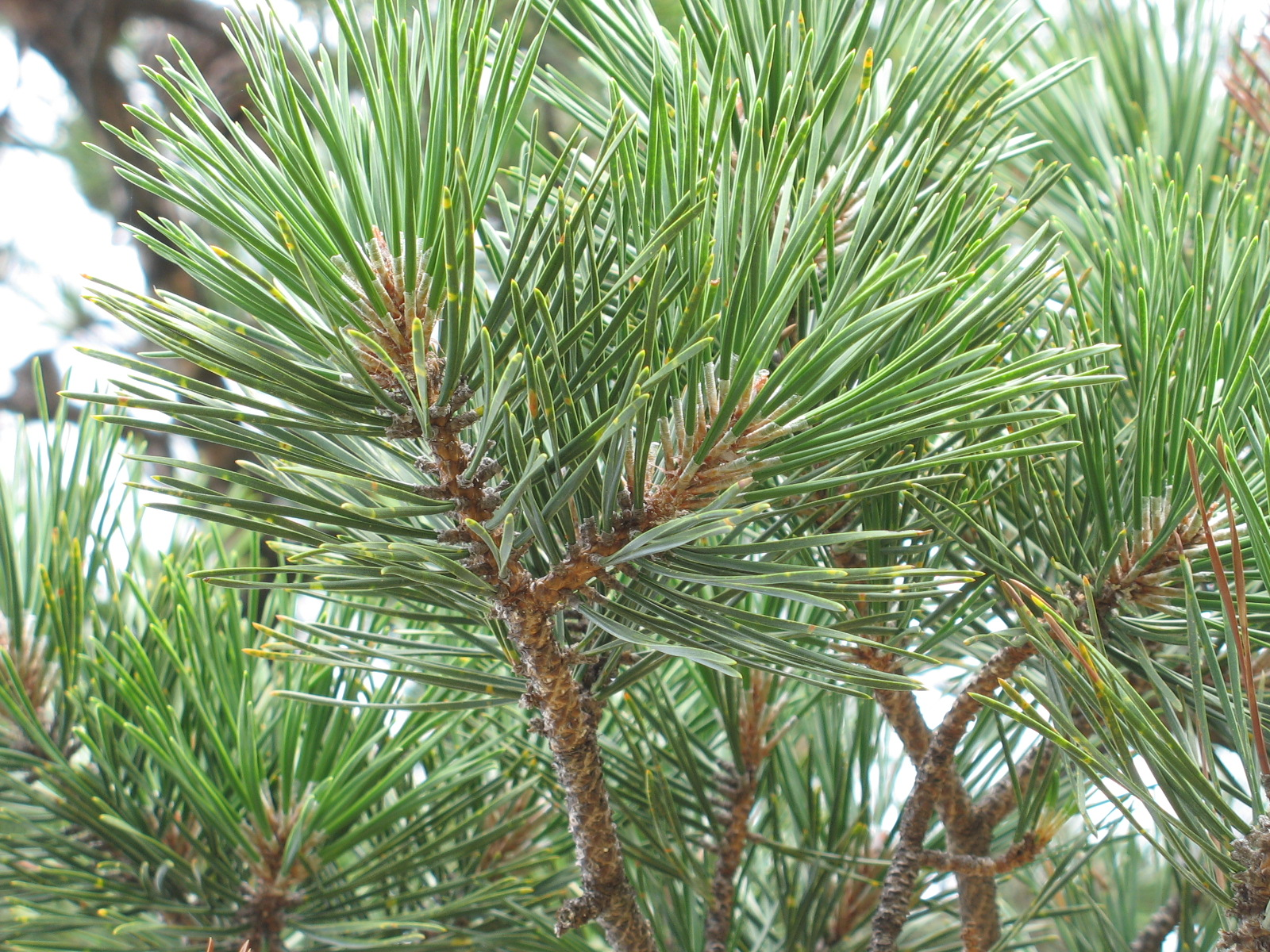
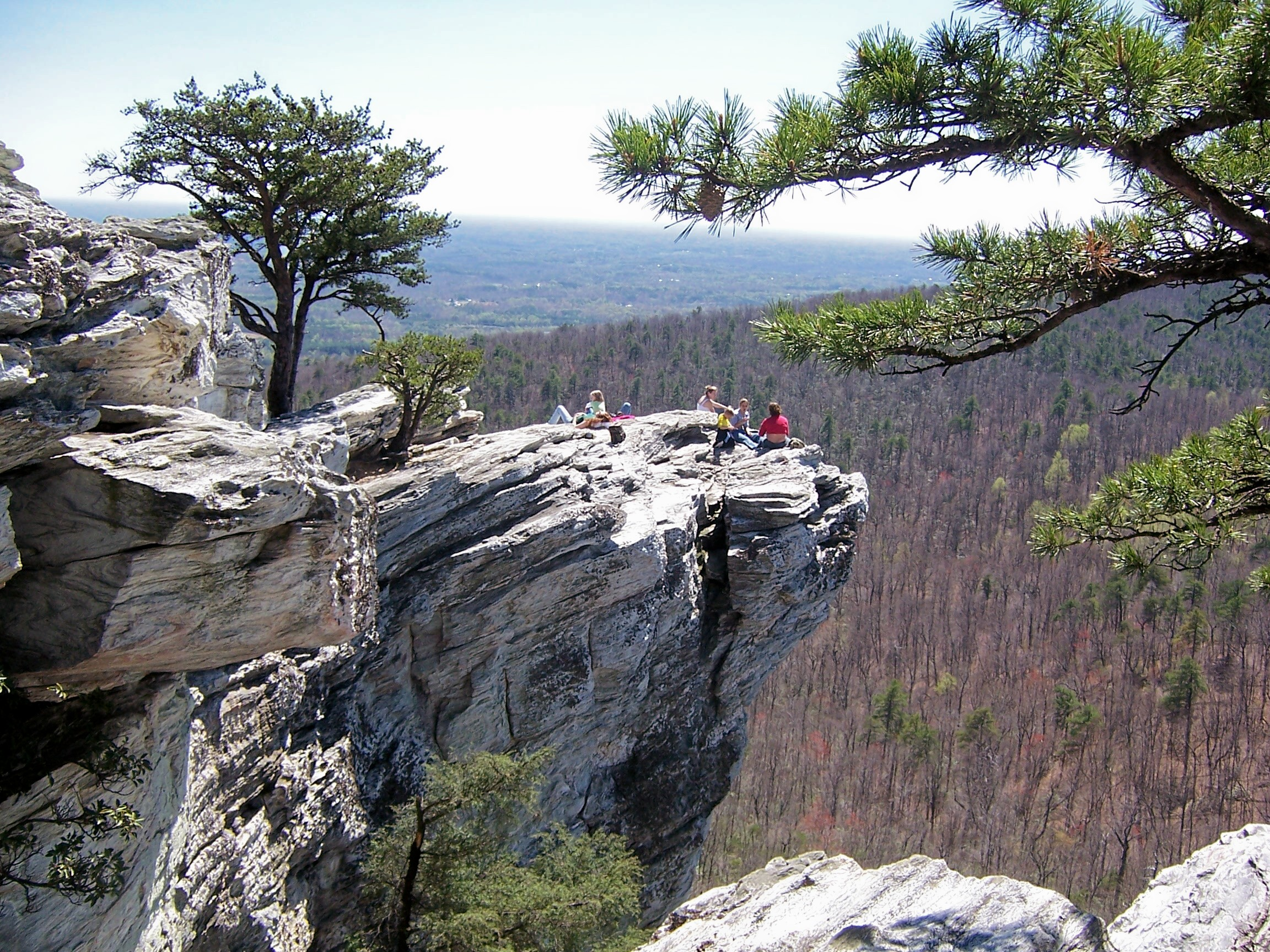
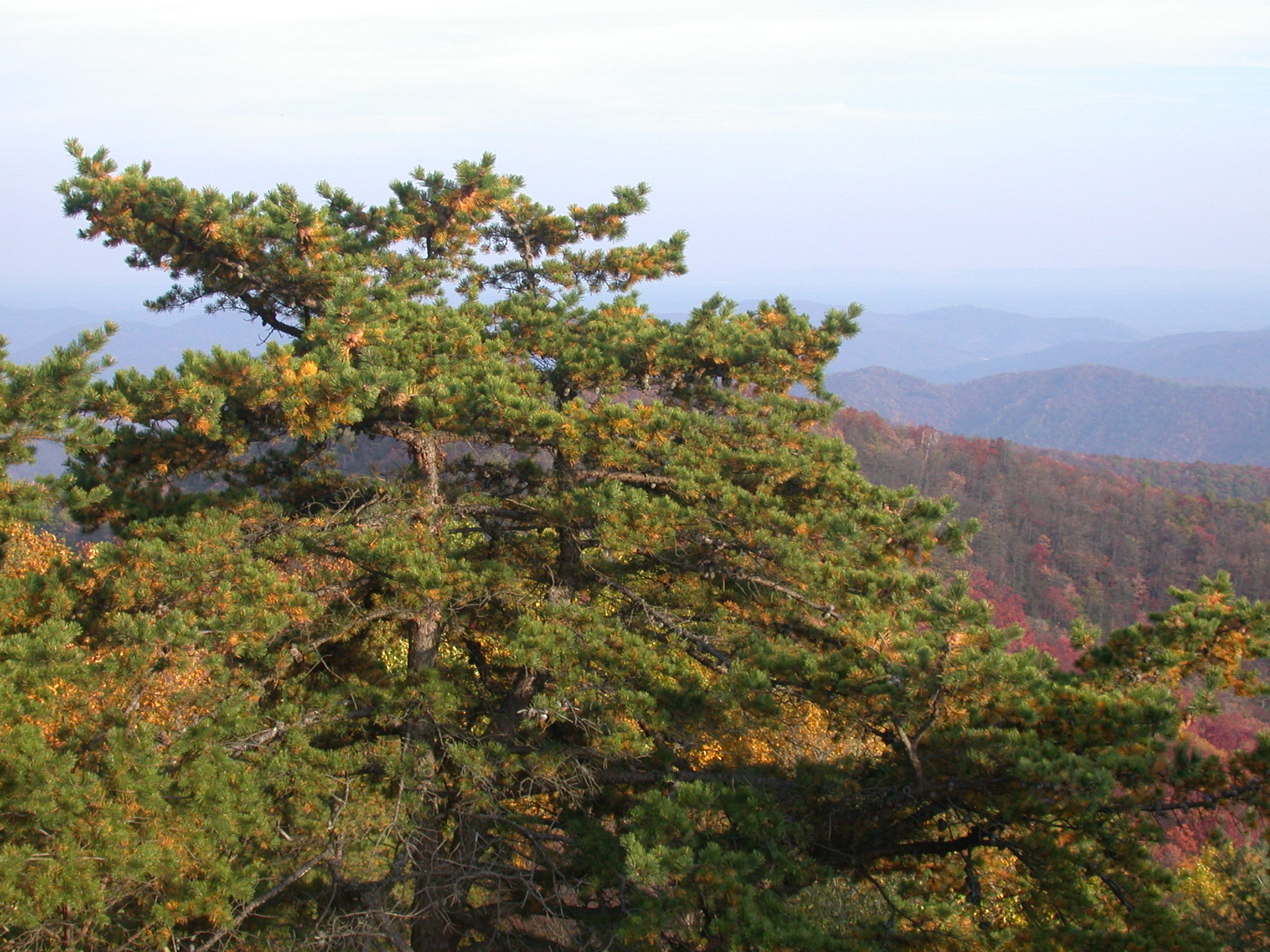
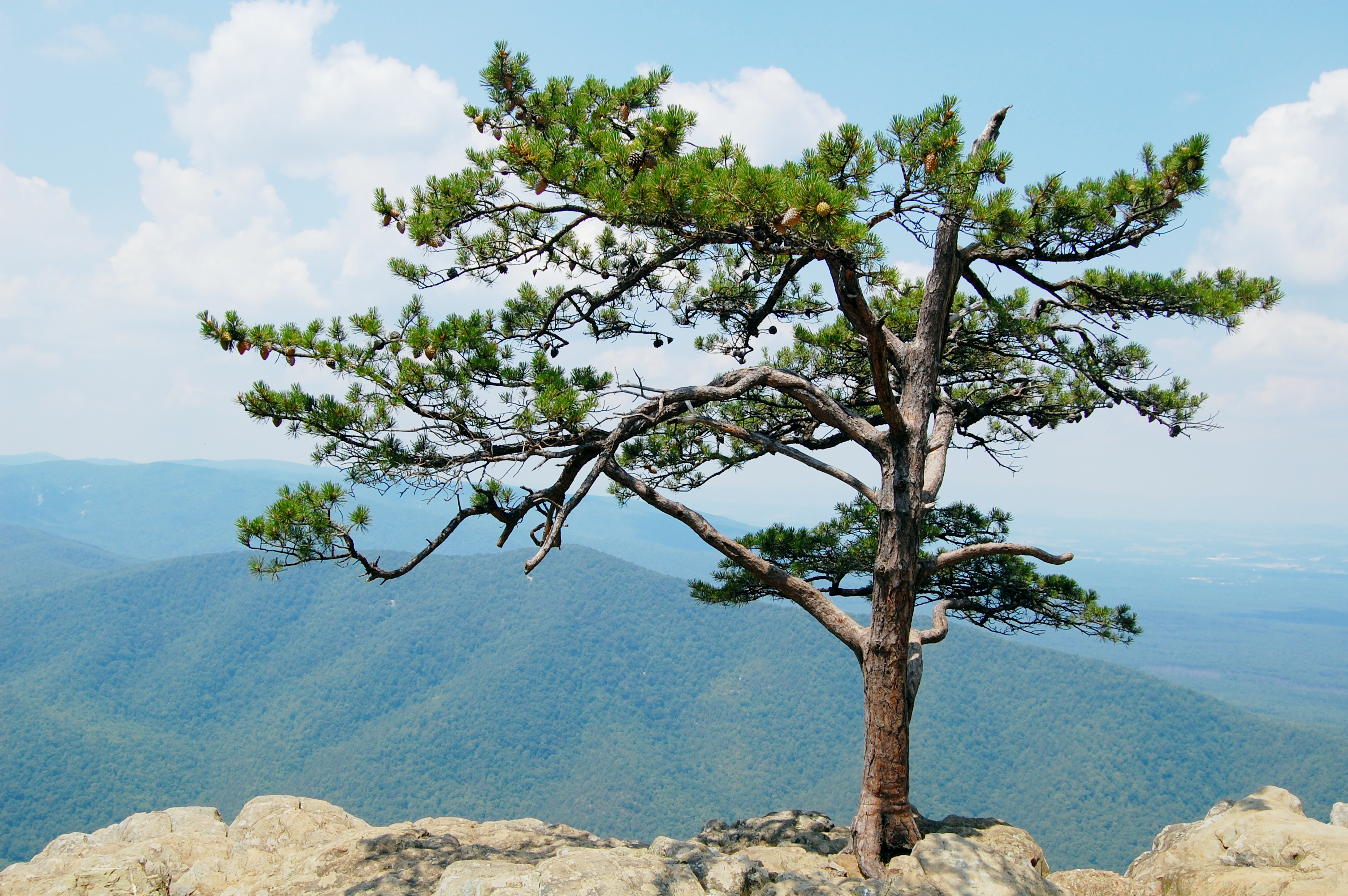